# Synodontis tanganyicae
Synodontis tanganyicae е вид лъчеперка от семейство Mochokidae.